# Avast Antivirus
Avast Antivirus er et antivirus-program udviklet af Avast Software s.r.o. Programmet udgives i mange udgaver, som henholdsvis er rettet mod private og erhvervsdrivende. 
Privatbrugere kan benytte den gratis udgave, "avast! Home Edition". Denne udgave af avast! er kun tilgængelig for hjemmebrugere, der ikke har kommercielle formål for øje. Brugeren skal have en licens til avast! Home Edition, som udleveres via email efter endt brugerregistrering. Licensen er gyldig et år og kan altid fornyes.